# Mânlia (gente)
A gens Mânlia (em latim: Manlia; pl. Manlii) era uma das mais antigas e mais nobres casas patrícias na Roma Antiga, dos primeiros dias da República até a época imperial. O primeiro membra da gens a obter um consulado foi Cneu Mânlio Cincinato, cônsul em 480 a.C. A família era uma das chamadas gentes maiores, as mais importantes famílias patrícias.

## Origem dagens
Dizia-se na época que os Mânlios eram originários dos antigos latinos da cidade de Túsculo. O nome (nomen) Mânlia pode ser um sobrenome patronímico baseado no prenome (praenomen) Mânio, que se presume ser o nome de um ancestral da gens. A gens Manília também deriva do mesmo nome. Porém, é importante notar que Mânio é um nome que não foi utilizado por nenhum dos Mânlios no registro histórico.

## Prenomes usados pelagens
Os Mânlios utilizaram os prenomes Públio (Publius), Cneu (Gnaeus), Aulo (Aulus), Lúcio (Lucius) e Marco (Marcus). Os Mânlios Torquatos (Manlii Torquati) também favoreciam o nome Tito (Titus), utilizando-o na maioria dos casos, seguido por Aulo e Lúcio.
Uma bem-conhecida história relata que depois que Marco Mânlio Capitolino foi condenado por traição, o Senado romano decretou que daí em diante mais ninguém de sua gens deveria utilizar mais o prenome "Marco". Porém, trata-se de uma lenda que pode ter se originado como foram de explicar o uso escasso do nome na família e há casos onde ele foi usado em gerações posteriores.

## Ramos ecognominadagens
Os mais antigos cognomes encontrados entre os Mânlios são os Cincinatos (Cincinnatus), mais conhecido como cognome dos Quíncios (Quinctii). Este nome, provavelmente uma referência a uma pessoa com o cabelo fino e encaracolado, pode ter sido um sobrenome pessoal, pois ele não parece ter sido utilizado pelas gerações posteriores. O cognome Vulsão apareceu logo em seguida e este ramo da família prosperou por mais de trezentos anos. Diversos outros Mânlios primitivos aparecem nos registros sem cognomina.
A família dos Capitolinos (Capitolini) era descendente dos Vulsões (Vulsãones) e aparece no início do século IV a.C. O sobrenome Capitolino (Capitolinus) provavelmente indica que a família vivia no monte Capitolino, embora o papel de Marco Mânlio em salvar o Capitolino dos gauleses durante a Batalha do Ália em 390 a.C. também apareça como sendo a origem do nome. O sobrenome foi utilizado por um tempo relativamente curto entre os Mânlios, sendo logo superado por Torquato. Imperioso (Imperiosus) foi um cognome utilizado por alguns Capitolinos e Torquatos, uma referência aos seus modos "imperiais".
Os Torquatos (Torquati) eram descendentes dos Capitolinos e obtiveram o sobrenome de Tito Mânlio Torquato, dito Imperiosus, que derrotou um gaulês gigante durante uma batalha em 361 a.C. e tomou seu torque como troféu e passou a usá-lo no seu próprio pescoço. Os descendentes de Torquato continuaram proeminentes até as décadas finais da República.
Os Mânlios Acidinos (Manlii Acidini) ganharam importância durante a Segunda Guerra Púnica e, como os Torquatos, controlavam os cargos mais altos do estado dali até o final da República.

## Membros da gens

### Primeiros Mânlios
- Cneu Mânlio Cincinato, cônsul em 480 a.C., morreu em combate contra os etruscos.

### Mânlios Vulsões
- Cneu Mânlio Vulsão, cônsul em 474 a.C.
- Aulo Mânlio Vulsão, decênviro em 451 a.C.
- Marco Mânlio Vulsão, tribunus militum consulari potestate em 420 a.C.[2]
- Aulo Mânlio Vulsão Capitolino, tribunus militum consulari potestate em 405, 402 e 397 a.C.[3][4]
- Públio Mânlio Vulsão, tribunus militum consulari potestate em 400 a.C.[5]
- Caio Mânlio Vulsão, tribunus militum consulari potestate em 379 a.C.[6]
- Lúcio Mânlio Vulsão Longo, cônsul em 256 e 250 a.C.
- Lúcio Mânlio Vulsão, pretor em 218 a.C. e candidato derrotado a cônsul em 216 a.C.[7]
- Públio Mânlio Vulsão, pretor em 210 a.C., recebeu a Sardenha como província pessoal[8]
- Cneu Mânlio Vulsão, cônsul em 189 a.C.
- Lúcio Mânlio Vulsão, pretor em 197 a.C., recebeu a Sicília como província pessoal[9][10]
- Aulo Mânlio Vulsão, cônsul em 178 a.C.

### Mânlios Capitolinos
- Marco Mânlio Capitolino, tribunus militum consulari potestate em 434 a.C.[11]
- Lúcio Mânlio Capitolino, tribunus militum consulari potestate em 422 a.C.[12]
- Aulo Mânlio Vulsão Capitolino, tribunus militum consulari potestate em 405, 402 e 397 a.C.[3][4]
- Quinto Mânlio Vulsão Capitolino, tribunus militum consulari potestate em 396 a.C.[4]
- Marco Mânlio Capitolino, cônsul em 392 a.C., o libertador do Capitolino dos gauleses.
- Aulo Mânlio Capitolino, tribunus militum consulari potestate em 389, 385, 383 e 370 a.C.. É provavelmente o mesmo que Cneu Mânlio Capitolino, tribunus militum consulari potestate em 385 a.C. (chamado de Gaius por Tito Lívio).[13].
- Públio Mânlio Capitolino, tribunus militum consulari potestate em 379 e 367, ditador em 368 a.C.
- Lúcio Mânlio Capitolino Imperioso, ditador em 363 a.C..
- Cneu Mânlio Capitolino Imperioso, cônsul em 359 e 357 a.C.

### Mânlios Torquatos
- Tito Mânlio Imperioso Torquato, ditador em 353, 349 e 320; cônsul em 347, 344 e 340 a.C.
- Tito Mânlio Torquato, filho do anterior, executado pelo pai por desobedecer uma ordem em 340 a.C.
- Tito Mânlio Torquato, cônsul em 299 a.C., morto ao cair de um cavalo.
- Lúcio Mânlio Torquato, legado de Lúcio Cornélio Cipião Barbado na grande campanha de 295 a.C.[14]
- Aulo Mânlio Torquato Ático, cônsul em 244 e 241 a.C.
- Tito Mânlio Torquato (m. 202 a.C.), cônsul em 235 e 224; ditador em 208 a.C.
- Aulo Mânlio Torquato, neto de Ático (acima)[4]
- Tito Mânlio Torquato, cônsul em  165 a.C.
- Aulo Mânlio Torquato, cônsul em  164 a.C.
- Tito Mânlio Torquato, testemunha de defesa de Cneu Plâncio em 54 a.C.[15]
- Aulo Mânlio Torquato, propretor da África c. 70 a.C.[16]
- Lúcio Mânlio Torquato, cônsul em 65 a.C.
- Aulo Mânlio Torquato, pretor em 52 a.C., aliado de Pompeu Magno durante a guerra civil.
- Lúcio Mânlio Torquato, partidário de Pompeu, foi preso e morto em 46 a.C.
- Tito Mânlio Torquato, questor de Caio Víbio Pansa Cetroniano em 43 a.C.

### Mânlios Acidinos
- Lúcio Mânlio Acidino, pretor urbano em 210 e procônsul da Hispânia em 206 a.C..
- Lúcio Mânlio Acidino Fulviano (filho adotivo), cônsul em 179 a.C. juntamente com seu irmão biológico Quinto Fúlvio Flaco.
- Mânlio Acidino, mencionado como um "ilustre jovem" em 170 a.C. por Tito Lívio.[17]
- Lúcio Mânlio Acidino, questor em 168 a.C.
- Mânlio Acidino, um conhecido de Cícero, o Jovem em 45 a.C.

### Outros
- Aulo Mânlio, legado de Caio Mário em 107 a.C., durante a guerra contra Jugurta[18]
- Mânlio Lentino, legado de Caio Pontino na Gália Narbonense, tomou a cidade de Vêntia em 61 a.C.[19]
- Cneu Mânlio, tribuno da plebe em 58 a.C., propôs uma lei concedendo aos libertos o direito de votar em todas as tribos[20].
- Quinto Mânlio Ancário Tarquício Saturnino, cônsul sufecto em 62 e procônsul da África entre 72 e 73[21].
- Caio Mânlio Valente (c. 6 - 96), cônsul em 96, ano em que morreu[22][23].
- Mânlia Escantila, esposa de Dídio Juliano e imperatriz-consorte romana em 193.
- Anício Mânlio Severino Boécio (fl. século V), um influente filósofo cristão.